# 4233 Palʹchikov
4233 Palʹchikov (1977 RO7) là một tiểu hành tinh vành đai chính được phát hiện ngày 11 tháng 9 năm 1977 bởi N. S. Chernykh ở Nauchnyj.